# Никодим (Тоткас)
Митрополи́т Никоди́м (греч. Μητροπολίτης Νικόδημος, в миру Димитриос То́ткас, греч. Δημήτριος Τότκας; род. 1975, Берлин) — архиерей Александрийской православной церкви, митрополит Нигерийский, ипертим и экзарх Гвинейского залива.

## Биография
Родился в 1975 году в Берлине, где окончил среднюю школу.
Окончил богословский институт Афинского университета.
13 ноября 1999 года был пострижен в монашество и 14 ноября митрополитом Сидирокастонским Иоанном (Папалисом) хиротонисан во иеродиакона, а в 2004 году митрополитом Сидирокастронским Макарием (Филофеу) был хиротонисан во иеромонаха и назначен настоятелем церкви святого Георгия в Сидирокастроне, отвечая за молодёжное движение в митрополии и организацию летних молодёжных лагерей «Άγιος Παύλος».
В 2005 году перешёл в клир Димитриадской митрополии, а позднее — в клир Германской митрополии, где служил в Берлине, Лейпциге и Ахене.
В 2015 году по благословению патриарха Александрийского Феодора II был переведён в клир Йоханнесбургской и Преторийской митрополии, где был назначен настоятелем греческого прихода в Клерксдорпе.
В январе 2019 года был приписан к клиру патриаршего двора и 2 февраля 2019 года назначен секретарём личной патриаршей канцелярии. 21 апреля 2019 года назначен секретарём Священного синода Александрийской православной церкви.
12 января 2022 года решением Священного синода Александрийского патриархата был избран епископом Нилопольским, викарием Папы и патриарха Александрийского и всей Африки.
17 февраля 2022 года в Благовещенском соборе в Александрии состоялась его архиерейская хиротония, которую совершили: папа и патриарх Александрийский Феодор II, митрополит Димитриадский Игнатий (Георгакопулос), митрополит Сидирокастрский Макарий (Филофеу) (Элладская православная церковь), митрополит Кринийский Кирилл (Катерелос) (Константинопольский патриархат), митрополит Гермопольский Николай (Антониу), митрополит Гвинейский Георгий (Владимиру), митрополит Мемфисский Никодим (Приангелос), митрополит Пелусийский Наркисс (Гаммох), митрополит Карфагенский Мелетий (Куманис), митрополит Аксумский Даниил (Биазис), епископ Нитрийский Никодим (Булаксис), епископ Тамиафунтский Герман (Галанис) и епископ Никополльский Фемистокл (Адамопулос).
15 февраля 2024 года решением Священного Синода Александрийской православной церкви назначен митрополитом Нигерийским.